# Gymnoscelis grisea
Gymnoscelis grisea là một loài bướm đêm trong họ Geometridae.